# Orchidea rossa
Orchidea rossa (Rote Orchideen) è un film del 1938 diretto da Nunzio Malasomma.